# Franciszek II Habsburg
Franciszek II (I) Habsburg (niem. Franz II. (I.) Joseph Karl, ur. 12 lutego 1768 we Florencji, zm. 2 marca 1835 w Wiedniu) – w latach 1792–1806 ostatni cesarz rzymski, król Czech i Węgier w latach 1792–1835, pierwszy cesarz Austrii (jako Franciszek I) 1804–1835. Syn Leopolda II i Marii Ludwiki Burbon, księżniczki hiszpańskiej. Ojciec Ferdynanda I oraz Marii Ludwiki, drugiej żony Napoleona Bonaparte.

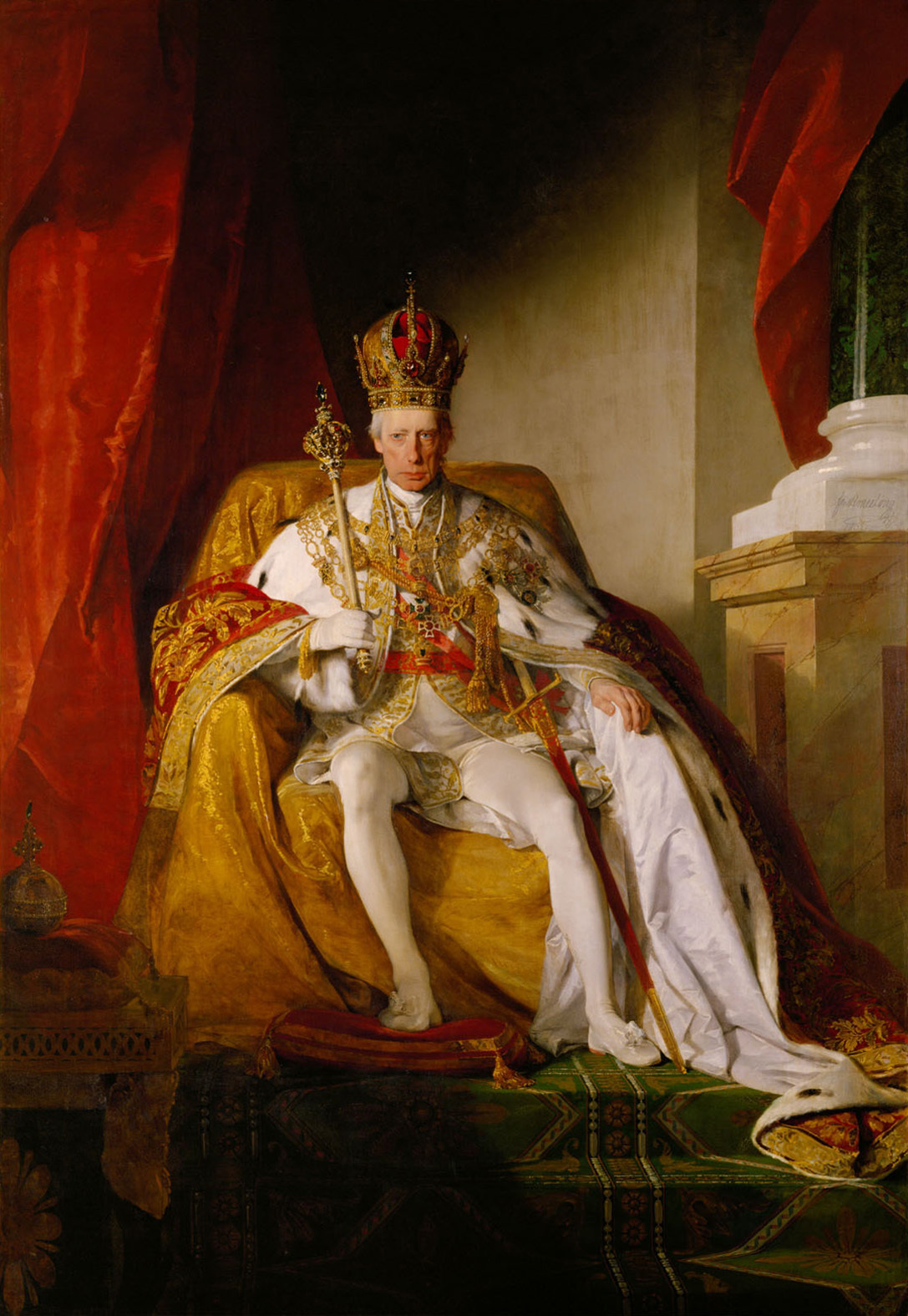
Portret cesarza w stroju koronacyjnym

## Wybór na cesarza
Wczesne lata życia Franciszek spędził na dworze ojca we Florencji. W 1784 został wysłany do Wiednia, gdzie wychowywał się pod okiem stryja, cesarza Józefa II. Józef pragnął osobiście kierować i czuwać nad edukacją młodego bratanka, tak aby przekazać mu swoje koncepcje i zasady oraz swój sposób myślenia. Cesarz tak scharakteryzował swojego bratanka: Lubi pluskać się w wodzie, karmić ptaki, układać na dwadzieścia różnych sposobów swoje książki i swoje papiery. Ani polowanie, ani jazda konna, ani spacer, ani teatr, ani muzyka, ani przyjęcia nie są w stanie wyrwać go z jego gnuśności... Podczas VIII wojny austriacko-tureckiej kilkakrotnie u boku stryja odwiedzał wojska austriackie na linii frontu.
9 stycznia 1788 w Wiedniu poślubił Elżbietę Wilhelminę (1767–1790), córkę księcia wirtemberskiego Fryderyka Eugeniusza i księżniczki Brandenburgii-Schwedt Fryderyki Doroty Zofii. Elżbieta zmarła dzień po narodzinach córki Luizy (Ludwiki) Marii (1790–1791).
Józef II zmarł bezpotomnie w 1790 i cesarzem został ojciec Franciszka, Leopold II. Franciszek objął tron cesarski po śmierci ojca w roku 1792. Został wybrany na cesarza 5 lipca 1792 roku we Frankfurcie przez następujących elektorów: on sam jako król Czech, król Prus Fryderyk Wilhelm II Hohenzollern jako margrabia brandenburski, książę saski Fryderyk August III, książę bawarski Karol IV Teodor Wittelsbach, król Wielkiej Brytanii Jerzy III jako książę hanowerski, arcybiskup Moguncji Friedrich Karl Joseph von Erthal, arcybiskup Trewiru Klemens Wacław Wettyn i arcybiskup Kolonii Maksymilian Franciszek Habsburg. Koronacja Franciszka odbyła się 14 lipca we Frankfurcie nad Menem. 6 czerwca został ukoronowany w Budzie na króla Węgier, a 9 sierpnia w Pradze na króla Czech.

## Małżeństwa i potomstwo
19 września 1790 w Wiedniu poślubił Marię Teresę Burbon (1772–1807), córkę króla Sycylii i Neapolu Ferdynanda I i Marii Karoliny Habsburg. Franciszek i Maria Teresa mieli 12 dzieci:
- Maria Ludwika (1791–1847)

∞ cesarz Francuzów Napoleon Bonaparte
- Ferdynand (1793–1875), cesarz Austrii
- Maria Karolina (1794–1795)
- Karolina (1795–1799)
- Maria Leopoldyna (1797–1826)

∞ cesarz Brazylii i król Portugalii Piotr I Bragança
- Maria Klementyna (1798–1881)

∞ książę Salerno Leopold Burbon-Sycylijski
- Józef (1799–1807)
- Maria Karolina (1801–1832)

∞ książę Saksonii Fryderyk August II Wettyn, późniejszy król
- Franciszek Karol (1802–1878)

∞ księżniczka Bawarii Zofia Wittelsbach, ojciec cesarza Austrii Franciszka Józefa, cesarza Meksyku Maksymiliana
- Maria Anna (1804–1858)
- Jan Nepomucen (1805–1809)
- Amalia (*/† 1807)

Po śmierci Marii Teresy, ożenił się po raz trzeci. 6 stycznia 1808 roku poślubił księżniczkę Marię Ludwikę Habsburg-Este (1787–1816), córkę arcyksięcia Ferdynanda Habsburga i Marii Beatrycze d’Este. Para nie miała dzieci. Maria Ludwika zmarła w wieku 28 lat.
29 października 1816 roku w wieku 48 lat poślubił 24-letnią księżniczkę bawarską Karolinę Augustę Wittelsbach, córkę króla Bawarii Maksymiliana I Józefa i Augusty Wilhelminy Marii Hessen-Darmstadt. Również z tego małżeństwa Franciszek nie miał dzieci.

## Wojny z rewolucyjną Francją

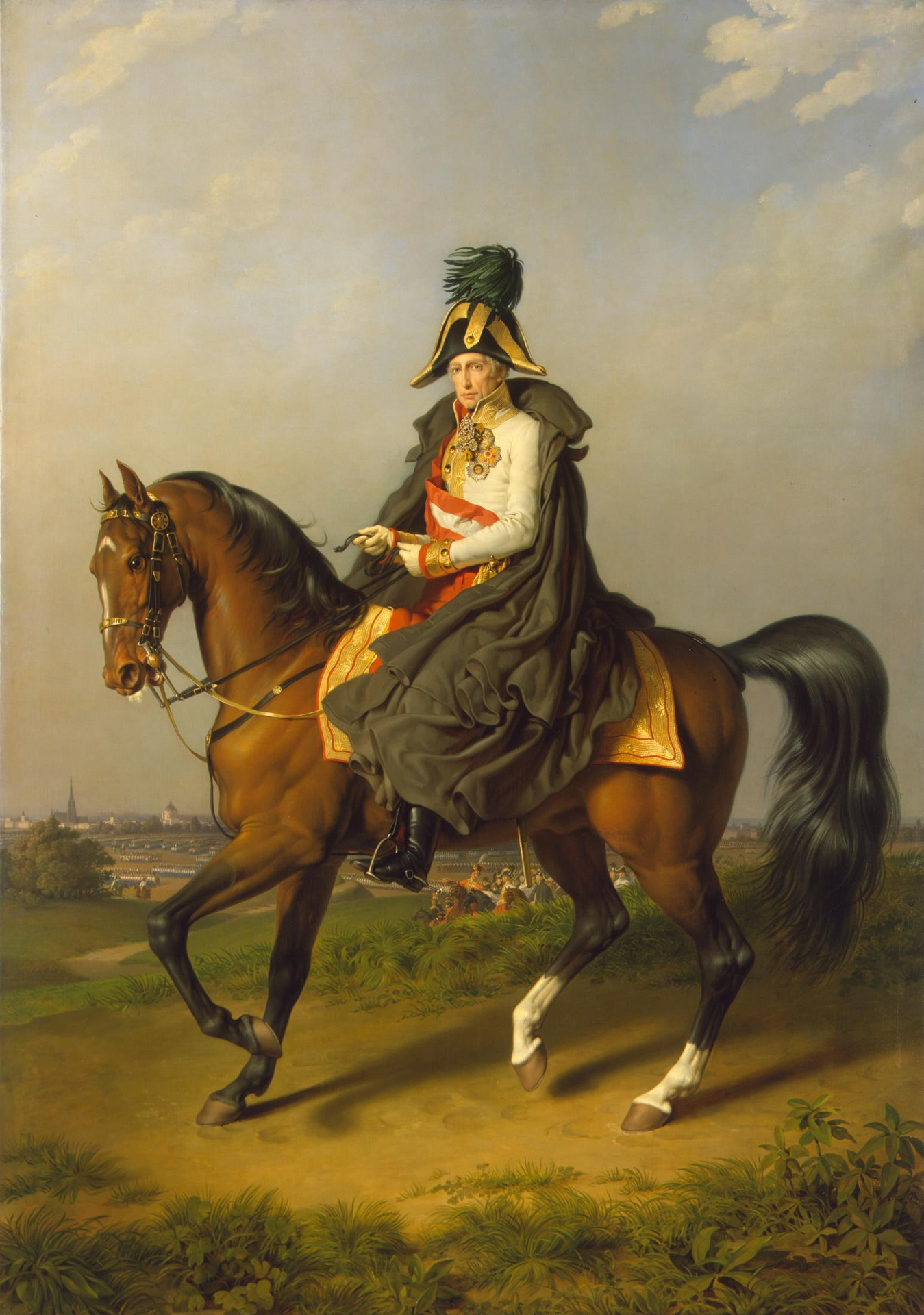
Portret konny Franciszka I (1768-1835)

W przeciwieństwie do swoich poprzedników Franciszek był zadeklarowanym konserwatystą. Z niepokojem obserwował rewolucyjne wydarzenia we Francji. 20 kwietnia 1792, jeszcze przed przyjęciem koronacji Franciszka na króla Węgier i Czech (koronacje nastąpiły w czerwcu i sierpniu) Francja wypowiedziała wojnę Ludwikowi jako królowi Węgier i Czech. Powstała I koalicja antyfrancuska w skład której weszła Austria, Prusy, Wielka Brytania, Hiszpania, Portugalia, Sardynia i Neapol. Jednak letnia kampania 1792 nie przyniosła sukcesów. Ofensywa prusko-austriacka została powstrzymana 20 września pod Valmy. Porażką zakończyło się również austriackie oblężenie Lille, a Francuzi odnieśli sukcesy w Alzacji. W kolejnych latach Francuzi odnosili kolejne sukcesy. W latach 1794–1795 zajęli austriackie Niderlandy. Austriacy odnosili również porażki na froncie włoskim, gdzie dowodził generał Napoleon Bonaparte. Na mocy pokoju w Campo Formio z 1797 Austriacy utracili Mediolan. Uzyskali natomiast część obalonej Republiki Weneckiej – Dalmację, Istrię i samą Wenecję.
Zajęta głównie działaniami wobec Francji, Austria nie brała udziału w II rozbiorze Polski w 1793 r. Franciszek był z tego faktu wielce niezadowolony i zdymisjonował swojego ministra, Philippa von Cobenzla. Jego miejsce zajął Franz Maria von Thugut. Choć zajęta wojnami z rewolucyjną Francją Austria nie wzięła udziału w tłumieniu insurekcji kościuszkowskiej, w 1795 wraz z cesarzową Rosji Katarzyną II i królem Prus Fryderykiem Wilhelmem II Franciszek wziął udział w III rozbiorze Polski. Tym razem ubiegł Prusy w inicjatywie rozbiorów i pierwszy skontaktował się z carycą.
Pokój z Francją nie trwał długo. W 1799 powstała II koalicja antyfrancuska, w skład której weszły Austria, państwa niemieckie, Wielka Brytania, Neapol, Rosja i Turcja. Wojska austriacko-rosyjskie odniosły pewne sukcesy we Włoszech, ale w 1799 Rosja wycofała się z wojny po fiasku wyprawy na Zurych. Przyczyniła się do tego niekompetencja austriackich generałów, którzy wyposażyli rosyjskiego dowódcę Suworowa w niedokładne mapy, w efekcie czego Suworow pobłądził w Alpach. W 1800 Napoleon zadał Austriakom klęskę pod Marengo i wyrzucił ich z Italii. Niepowodzenia wojenne spowodowały upadek Thuguta. Jego miejsce zajęli na krótko Ferdinand von Trauttmansdorff, potem Johann Ludwig von Cobenzl, który przystąpił do rokowań z Francją. Ich owocem był podpisany 9 lutego 1801 pokój w Lunéville.
W 1803 na polecenie Napoleona dokonano zmian w organizacji Rzeszy, likwidując księstwa biskupie i mniejsze miasta, tradycyjnie przyjazne dynastii austriackiej. W ten sposób Franciszek uznał Rzeszę za rozwiązaną, a sam ograniczył się do zachowania tytułu cesarza Austrii.

## Wojny napoleońskie

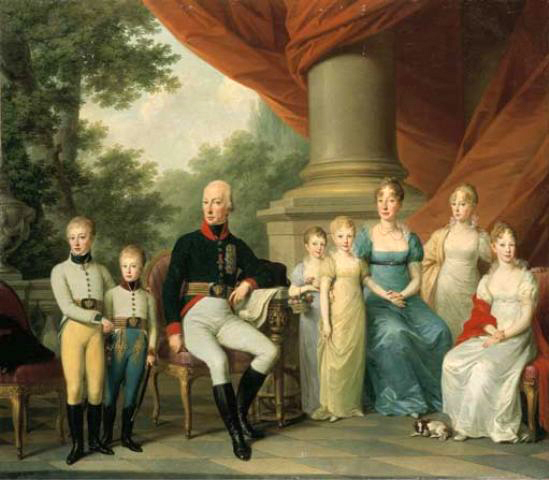
Franciszek I z rodziną

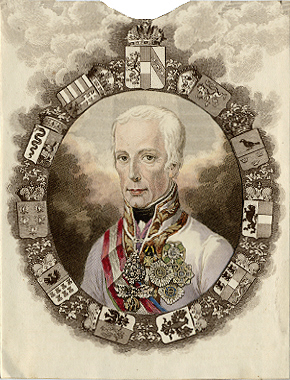

11 sierpnia 1804, wobec fiaska prób uzyskania od książąt Rzeszy dziedziczności tytułu cesarza rzymskiego, przyjął dziedziczny tytuł cesarza Austrii jako Franciszek I. W ten sposób formalnie powstało Cesarstwo Austriackie, obejmujące wszystkie dziedziczne posiadłości Habsburgów. Była to również odpowiedź na przyjęcie przez Napoleona tytułu cesarza Francuzów. Przez niecałe dwa lata Franciszek był określany jako „cesarz Niemiec i Austrii” i jako podwójny cesarz, „dwucesarz” (niem. Doppelkaiser).
Wkrótce potem zawiązano III koalicję antyfrancuską. W 1805 austriacka armia zaatakowała Bawarię, ale została wymanewrowana przez Napoleona i w październiku skapitulowała pod Ulm. Franciszek musiał uznać królewskie tytuły, przyjęte pod patronatem Napoleona przez władców Bawarii i Wirtembergii i zadowolić się jedynie deklaracją, że nie oznacza to secesji obu krajów z Rzeszy Niemieckiej. 2 grudnia 1805 połączone siły austriacko-rosyjskie (Franciszek i car Aleksander I) przegrały bitwę z Francuzami pod Austerlitz. Pokojem w Preszburgu Austria oddawała Francji Dalmację, Wenecję, Tyrol i Górną Szwabię. Porażka osłabiła austriacką pozycję w I Rzeszy. 12 lipca 1806 powstał Związek Reński, obejmujący większość państw niemieckich, a Franciszek został zmuszony przez zwycięskiego Napoleona do wydania aktu, w którym zrzekał się tytułów cesarza rzymskiego i króla niemieckiego (abdykował 6 sierpnia 1806) oraz zwalniał stany Rzeszy ze zobowiązań względem Cesarstwa. Był to koniec Świętego Cesarstwa Rzymskiego. W ten sposób tradycja cesarstwa Franków i protektorat nad Niemcami przechodził w ręce Francuzów.
Przez kolejne trzy lata Austria stała przy boku Napoleona. Jednak francuska inwazja na Hiszpanię i obalenie dynastii Burbonów zaniepokoiły dwór cesarski. W 1809 wybuchła kolejna wojna Austrii z Francją. Zakończyła się ona jeszcze w tym samym roku klęską pod Wagram, która kosztowała Austrię utratę części Galicji, ziem III rozbioru Polski. Terytoria te zostały przyłączone do Księstwa Warszawskiego. Na rzecz samego Napoleona utracił natomiast wybrzeże dalmatyńskie, a Salzburg przypadł Bawarii (pokój w Schönbrunnie). W 1810 córka Franciszka I Maria Ludwika Austriaczka została nową żoną Napoleona. Odtąd zneutralizowana Austria dostała się w orbitę francuskich wpływów, podobnie jak Prusy po bitwie pod Frydlandem w 1807.
6 stycznia 1808 w Wiedniu poślubił Marię Ludwikę Habsburg-Este (14 grudnia 1787 – 7 kwietnia 1816), córkę arcyksięcia Ferdynanda Habsburga i Marii Beatrycze d’Este, córki Herculesa III d’Este.

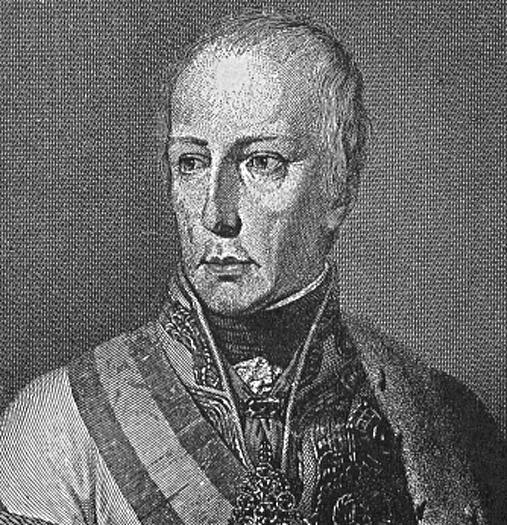
Cesarz Franciszek I

Tymczasem nowy kierownik austriackiej polityki, Klemens Lothar von Metternich, utrzymywał ścisły sojusz z Francją. Wojska austriackie brały udział w wyprawie na Rosję w 1812. Jednak klęska Wielkiej Armii sprawiła, że od początku 1813 Metternich zaczął się powoli wycofywać z sojuszu z Francją. W sierpniu 1813 Austria wypowiedziała Francji wojnę. Franciszek I był gospodarzem kongresu wiedeńskiego (1814–1815) i współzałożycielem Świętego Przymierza (wraz z carem Rosji Aleksandrem I i królem Prus Fryderykiem Wilhelmem III). Kongres wiedeński przyniósł Austrii niewielkie nabytki terytorialne, Habsburgowie nie odzyskali ziem III rozbioru Polski, które przypadły Rosji, jako pogromczyni Napoleona, i weszły w skład Królestwa Polskiego.

## Epoka Metternicha

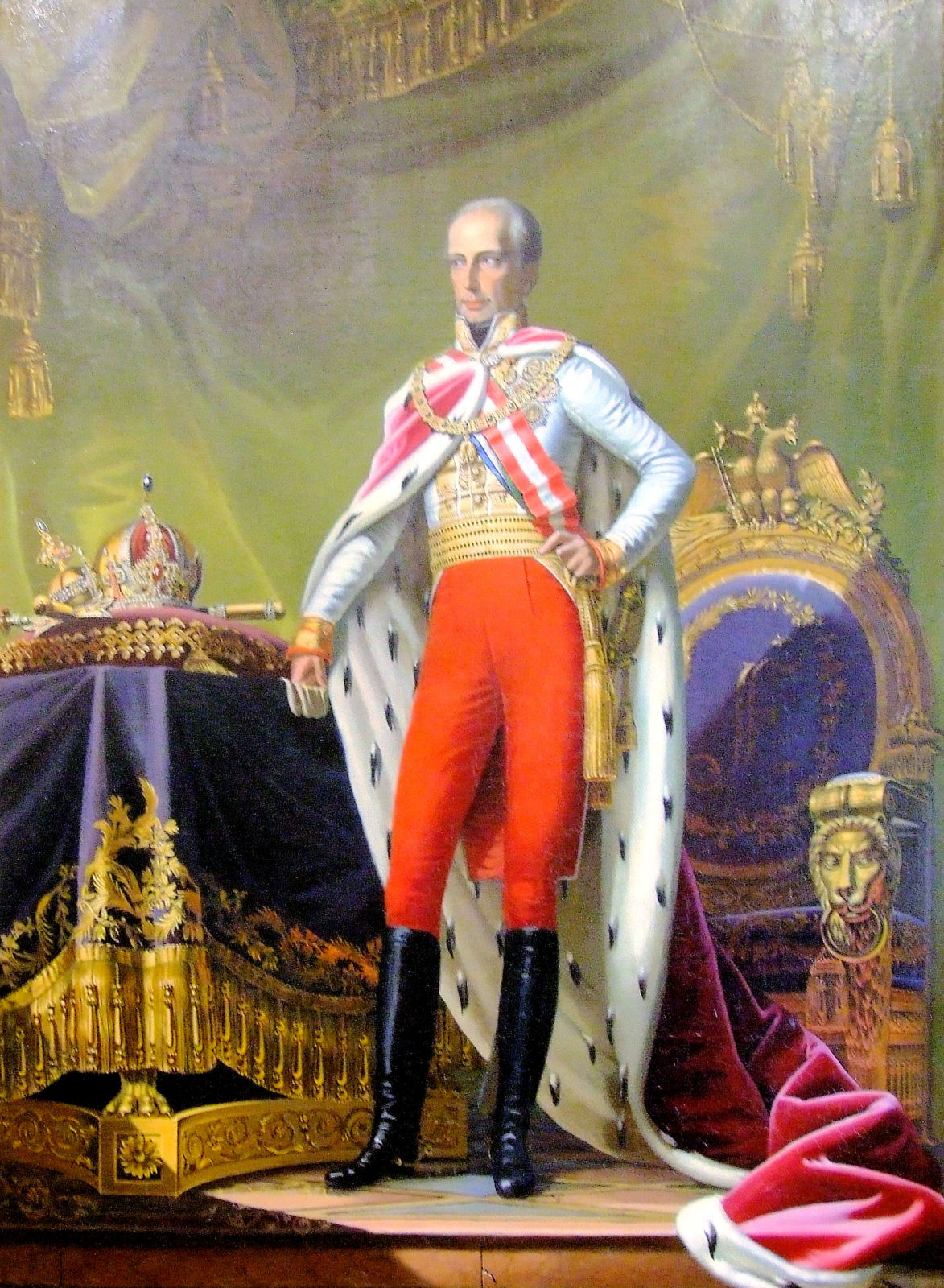
Cesarz Franciszek I

Po klęskach w wojnach napoleońskich ster rządów coraz bardziej przechodził w ręce księcia Metternicha, którego cesarz mianował najpierw ministrem spraw zagranicznych, a potem kanclerzem cesarstwa austriackiego. Ponieważ Metternich uważał, iż godność cesarza rzymskiego byłaby po 1815 dla Habsburgów bardziej ciężarem niż źródłem korzyści, pokonanie Napoleona nie przyniosło zjednoczenia Niemiec. Zawiązano jedynie konfederację państw niemieckich – Związek Niemiecki z cesarzem Austrii jako przewodniczącym ex officio. Metternich starał się za to uczynić z Austrii przywódcę Świętego Przymierza i energicznie włączył się w działania tego sojuszu występując z inicjatywami zwoływania kolejnych kongresów.
Cesarz, mimo wysunięcia na pierwszy plan swojego kanclerza, pozostawał rzeczywistym przywódcą państwa. Do końca życia zachowywał pozory dobrotliwego urzędnika wykonującego sumiennie swoje obowiązki. Człowieka rzekomo nie znającego się na polityce i z zadowoleniem uprawiającego swój ogródek. System, który funkcjonował, a stworzony został po 1815 roku, opierał się na dokładnych wytycznych monarchy i był kontrolowany przez jego szpiegów i informatorów. Cesarz nie ufał nikomu, nawet członkom swojej najbliższej rodziny.
Franciszek zmarł w 1835 roku. Jego następcą został jego najstarszy syn, upośledzony umysłowo Ferdynand. Franciszek został pochowany w grobie nr 57 w krypcie cesarskiej kościoła Kapucynów w Wiedniu.

## Odznaczenia
- Wielki Mistrz Orderu Złotego Runa[7]
- Wielki Mistrz Orderu Marii Teresy[7]
- Wielki Mistrz Orderu Świętego Stefana[7]
- Wielki Mistrz Orderu Leopolda (fundator w 1808)[7]
- Wielki Mistrz Orderu Korony Żelaznej (od 1815)[7]
- Krzyż Wielki Orderu Legii Honorowej (Francja, 1811)[8]
- Order Słonia (Dania, 1814)[7]
- Order Podwiązki (Anglia, 1814)[9]
- Wstęga Trzech Orderów (Portugalia, 1818)[10]
- Krzyż Wielki Orderu Piotra I (Brazylia, 1827)
- Order Najwyższy Świętego Zwiastowania nadany w 1824 r. przez Karola Feliksa króla Sardynii[11]

## Pełna tytulatura

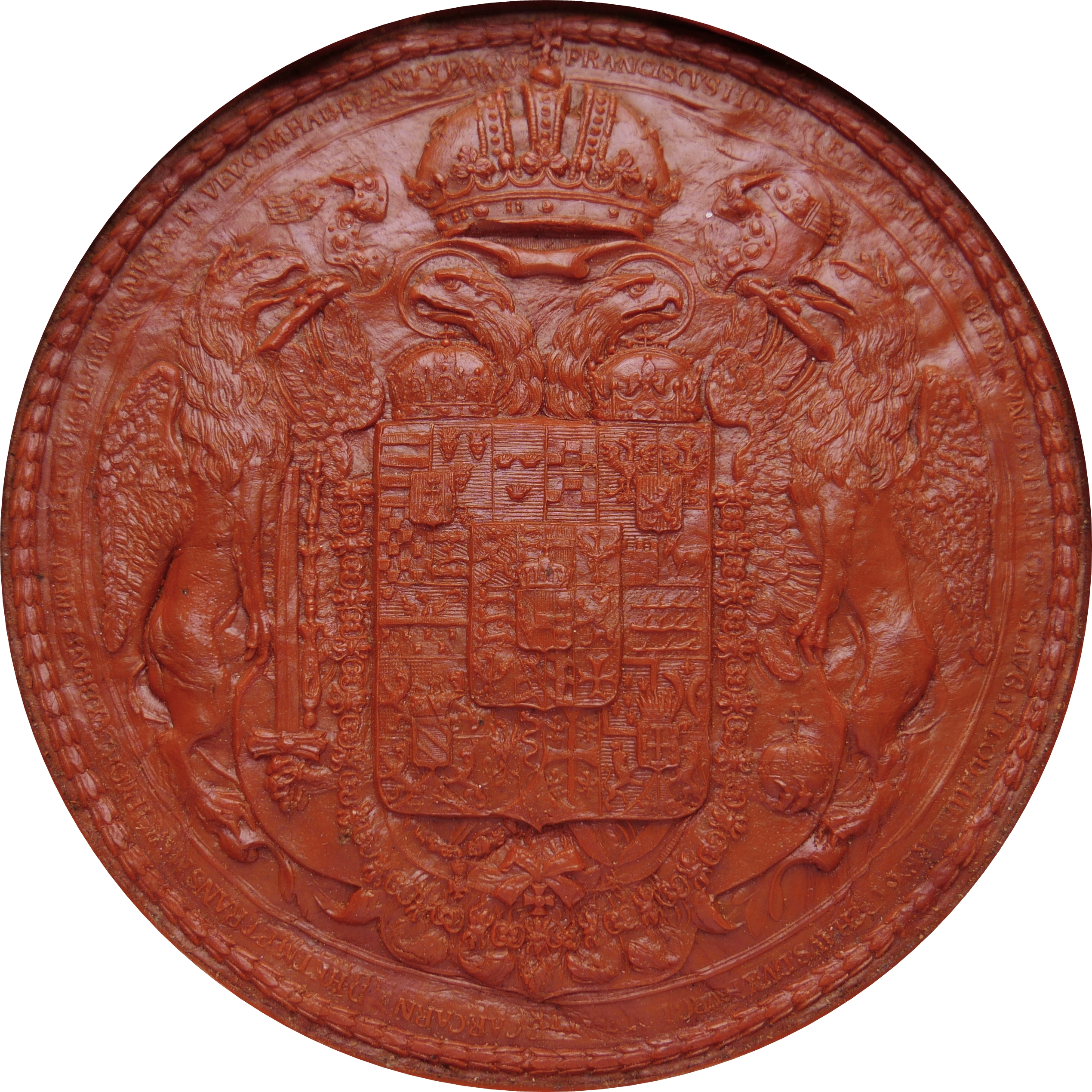
Pieczęć cesarska Franciszka II

Liczne zmiany terytorialne epoki wojen napoleońskich pociągały za sobą także przekształcenia tytulatury Franciszka II. Poniżej wybrane przykłady.
- Wersja z lat 1804–1806:

- Wersja po roku 1815:

## Genealogia
| Franciszek I Lotaryński ur. 8 XII 1708 zm. 18 VIII 1765 | Franciszek I Lotaryński ur. 8 XII 1708 zm. 18 VIII 1765 |                                                 |                                                 | Maria Teresa Habsburg ur. 13 V 1717 zm. 29 XI 1780 | Maria Teresa Habsburg ur. 13 V 1717 zm. 29 XI 1780 |  |  | Karol III Burbon ur. 20 I 1716 zm. 14 XII 1788 | Karol III Burbon ur. 20 I 1716 zm. 14 XII 1788 |                                                   |                                                   | Maria Amalia Wettyn ur. 24 XI 1724 zm. 27 IX 1760 | Maria Amalia Wettyn ur. 24 XI 1724 zm. 27 IX 1760 |
|                                                         |                                                         |                                                 |                                                 |                                                    |                                                    |  |  |                                                |                                                |                                                   |                                                   |                                                   |                                                   |
|                                                         |                                                         |                                                 |                                                 |                                                    |                                                    |  |  |                                                |                                                |                                                   |                                                   |                                                   |                                                   |
|                                                         |                                                         | Leopold II Habsburg ur. 5 V 1747 zm. 1 III 1792 | Leopold II Habsburg ur. 5 V 1747 zm. 1 III 1792 |                                                    |                                                    |  |  |                                                |                                                | Maria Ludwika Burbon ur. 24 XI 1745 zm. 15 V 1792 | Maria Ludwika Burbon ur. 24 XI 1745 zm. 15 V 1792 |                                                   |                                                   |
|                                                         |                                                         |                                                 |                                                 |                                                    |                                                    |  |  |                                                |                                                |                                                   |                                                   |                                                   |                                                   |
|                                                         |                                                         |                                                 |                                                 |                                                    |                                                    |  |  |                                                |                                                |                                                   |                                                   |                                                   |                                                   |
|                                                         |                                                         |                                                 |                                                 |                                                    |                                                    |  |  |                                                |                                                |                                                   |                                                   |                                                   |                                                   |

| 1 Elżbieta Wirtemberska ur. 21 IV 1767 zm. 18 II 1790 OO 6 I 1788 | 1 Elżbieta Wirtemberska ur. 21 IV 1767 zm. 18 II 1790 OO 6 I 1788 | 2 Maria Teresa Burbon 1) ur. 6 VI 1772 zm. 13 IV 1807 OO 19 IX 1790 | 2 Maria Teresa Burbon 1) ur. 6 VI 1772 zm. 13 IV 1807 OO 19 IX 1790 | Franciszek II Habsburg ur. 12 II 1768 zm. 2 III 1835 | Franciszek II Habsburg ur. 12 II 1768 zm. 2 III 1835 | 3 Maria Ludwika Habsburg-Este 2) ur. 14 XII 1787 zm. 7 IV 1817 OO 6 I 1808 | 3 Maria Ludwika Habsburg-Este 2) ur. 14 XII 1787 zm. 7 IV 1817 OO 6 I 1808 | 4 Karolina Wittelsbach 3) ur. 8 II 1792 zm. 9 II 1873 OO 10 XI 1816 | 4 Karolina Wittelsbach 3) ur. 8 II 1792 zm. 9 II 1873 OO 10 XI 1816 |
|                                                                   |                                                                   |                                                                     |                                                                     |                                                      |                                                      |                                                                            |                                                                            |                                                                     |                                                                     |
|                                                                   |                                                                   |                                                                     |                                                                     |                                                      |                                                      |                                                                            |                                                                            |                                                                     |                                                                     |
|                                                                   |                                                                   |                                                                     |                                                                     |                                                      |                                                      |                                                                            |                                                                            |                                                                     |                                                                     |
|                                                                   | 1                                                                 |                                                                     | 2                                                                   |                                                      | 2                                                    |                                                                            | 2                                                                          |                                                                     | 2                                                                   |
| Ludwika Habsburg ur. 18 II 1790 zm. 24 VI 1791                    | Ludwika Habsburg ur. 18 II 1790 zm. 24 VI 1791                    | Maria Ludwika Habsburg ur. 12 XII 1791 zm. 17 XII 1847              | Maria Ludwika Habsburg ur. 12 XII 1791 zm. 17 XII 1847              | Ferdynand I Habsburg ur. 19 IV 1793 zm. 29 VI 1875   | Ferdynand I Habsburg ur. 19 IV 1793 zm. 29 VI 1875   | Maria Karolina Habsburg ur. 8 VI 1794 zm. 16 III 1795                      | Maria Karolina Habsburg ur. 8 VI 1794 zm. 16 III 1795                      | Karolina Habsburg ur. 9 XII 1795 zm. 30 VI 1799                     | Karolina Habsburg ur. 9 XII 1795 zm. 30 VI 1799                     |
|                                                                   | 2                                                                 |                                                                     | 2                                                                   |                                                      | 2                                                    |                                                                            | 2                                                                          |                                                                     | 2                                                                   |
| Maria Leopoldyna Habsburg 4) ur. 22 I 1797 zm. 11 XII 1826        | Maria Leopoldyna Habsburg 4) ur. 22 I 1797 zm. 11 XII 1826        | Maria Klementyna Habsburg ur. 1 III 1798 zm. 3 IX 1881              | Maria Klementyna Habsburg ur. 1 III 1798 zm. 3 IX 1881              | Józef Habsburg ur. 9 IV 1799 zm. 30 VI 1807          | Józef Habsburg ur. 9 IV 1799 zm. 30 VI 1807          | Maria Karolina Habsburg ur. 8 IV 1801 zm. 22 V 1832                        | Maria Karolina Habsburg ur. 8 IV 1801 zm. 22 V 1832                        | Franciszek Karol Habsburg 5) ur. 7 XII 1802 zm. 8 III 1878          | Franciszek Karol Habsburg 5) ur. 7 XII 1802 zm. 8 III 1878          |
|                                                                   | 2                                                                 |                                                                     | 2                                                                   |                                                      | 2                                                    |                                                                            |                                                                            |                                                                     |                                                                     |
| Maria Anna Habsburg ur. 8 VI 1804 zm. 28 XII 1858                 | Maria Anna Habsburg ur. 8 VI 1804 zm. 28 XII 1858                 | Jan Nepomucen Habsburg ur. 30 VIII 1805 zm. 19 II 1809              | Jan Nepomucen Habsburg ur. 30 VIII 1805 zm. 19 II 1809              | Amalia Habsburg ur. 6 IV 1807 zm. 9 IV 1807          | Amalia Habsburg ur. 6 IV 1807 zm. 9 IV 1807          |                                                                            |                                                                            |                                                                     |                                                                     |

1. córka Ferdynanda I Burbona i Marii Karoliny Habsburg (córki Franciszka I Lotaryńskiego i Marii Teresy Habsburg)
2. córka Ferdynanda Habsburga (syna Franciszka I Lotaryńskiego i Marii Teresy Habsburg)
3. córka Maksymiliana I Józefa Wittelsbacha
4. żona Piotra I Braganzy
5. ojciec Franciszka Józefa I Habsburga